# Kanton Saint-André-les-Vergers
Saint-André-les-Vergers is een kanton van het Franse departement Aube in de regio Grand Est. Het kanton maakt deel uit van het arrondissement Troyes.
Het kanton is op 22 maart 2015 samengesteld uit gemeenten van op die dag opgeheven kantons: La Rivière-de-Corps en Torvilliers van het kanton Sainte-Savine, Saint-André-les-Vergers en Saint-Germain van het kanton Troyes-6 en Rosières-près-Troyes van het kanton Troyes-7.

## Gemeenten
Het kanton Saint-André-les-Vergers omvat de volgende gemeenten:
- La Rivière-de-Corps
- Rosières-près-Troyes
- Saint-André-les-Vergers
- Saint-Germain
- Torvilliers